# دوري السوبر الألباني 1954
دوري السوبر الألباني 1954 (بالألبانية: Kategoria e Parë 1954‏) هو الموسم 17 من دوري السوبر الألباني. أقيم خلال الفترة 28 فبراير 1954 وحتى 25 يوليو 1954، وأشرف على تنظيمه اتحاد ألبانيا لكرة القدم، وفاز فيه بارتيزاني تيرانا.